# Adrian Segecic
Adrian Segecic (Westmead, 1 juni 2004) is een Australisch-Kroatisch voetballer die doorgaans als aanvaller speelt. Hij verruilde in 2025 Sydney FC voor Portsmouth FC.

## Carrière
Segecic kwam via Parramatta FC by Sydney FC terecht. Hij debuteerde in het eerste elftal op 26 december 2021, tegen Macarthur FC (3-0). Hij kwam in het seizoen 2021/22 weinig in actie, maar mocht wel meedoen in een wedstrijd in de AFC Champions League. Hij kreeg in mei 2022 zijn eerste profcontract aangeboden, tot de zomer van 2025. In het seizoen 2022/23 kreeg hij wat meer speeltijd en scoorde zijn eerste doelpunt voor de club op 10 augustus 2022, tegen Bentleigh Greens in het bekertoernooi. Aan het einde van het seizoen, in de kampioensplay-offs van de A-League, verloor Sydney met Segecic van Melbourne City FC.
Voor het seizoen 2023/24 werd Segecic verhuurd aan FC Dordrecht. Hij debuteerde op 4 september 2023 tegen FC Emmen (4-2). Hij begon in de basis en scoorde na 24 minuten zijn eerste doelpunt voor de Dordrecht, op aangeven van Ilias Sebaoui. In totaal speelde Segecic 30 wedstrijden voor Dordrecht, waarin hij vijf keer scoorde.
In de zomer van 2024 keerde Segecic terug naar Sydney. Hij werd basisspeler bij het elftal. Hij maakte op 11 januari 2025 een hattrick tegen Central Coast Mariners en scoorde in februari en maart vijf keer in zeven wedstrijden. In de AFC Champions League Two scoorde hij twee maal tegen Bangkok United voor een 2-2 gelijkspel, en in de return gaf hij een goal en een assist voor een 3-2 overwinning na verlenging. In de kwartfinales speelde Segecic de hele return tegen Lion City Sailors, maar Sydney verloor. In de vriendschappelijke wedstrijd van de ASEAN All-Stars tegen Manchester United, waar Segecic voor geselecteerd was, gaf hij de winnende assist op Maung Maung Lwin (1-0). Aan het einde van het seizoen werd hij benoemd tot speler van het jaar.
Medio 2025 verkaste Segecic naar Portsmouth FC, dat uitkwam in de Championship.

## Interlandcarrière
Segecic kan uitkomen voor zowel Australië als Kroatië, waar zijn grootouders zijn geboren. Hij speelde in jeugdelftallen voor Australië.

## Statistieken
| Seizoen | Club           | Competitie     | Competitie | Competitie | Beker | Beker | Overig | Overig | Totaal | Totaal |
| Seizoen | Club           | Competitie     | Wed.       | Dlp.       | Wed.  | Dlp.  | Dlp.   | Dlp.   | Wed.   | Dlp.   |
| ------- | -------------- | -------------- | ---------- | ---------- | ----- | ----- | ------ | ------ | ------ | ------ |
| 2021/22 | Sydney FC      | A-League Men   | 4          | 0          | 0     | 0     | 2      | 0      | 6      | 0      |
| 2022/23 | Sydney FC      | A-League Men   | 18         | 1          | 3     | 2     | 0      | 0      | 21     | 3      |
| 2023/24 | Sydney FC      | A-League Men   | 0          | 0          | 1     | 0     | 0      | 0      | 1      | 0      |
| 2023/24 | → FC Dordrecht | Eerste divisie | 27         | 5          | 2     | 0     | 1      | 0      | 30     | 5      |
| 2024/25 | Sydney FC      | A-League Men   | 24         | 13         | 1     | 0     | 11     | 5      | 36     | 18     |
| 2025/26 | Portsmouth FC  | Championship   | 0          | 0          | 0     | 0     | 0      | 0      | 0      | 0      |
| Totaal  | Totaal         | Totaal         | 73         | 19         | 7     | 2     | 14     | 5      | 94     | 26     |

Bijgewerkt op 10 juni 2025.